# David Popovici
David Popovici (* 15. September 2004 in Bukarest) ist ein rumänischer Schwimmer, mehrfacher Weltmeister (2022–2025) und Olympiasieger (2024).

## Karriere
Popovici nahm am Europäischen Olympischen Jugendfestival 2019 in Baku teil, wo er die Goldmedaille über 100 m Freistil gewann. Bei den Europäischen Jugendschwimmmeisterschaften 2021, kurz vor den Olympischen Sommerspielen 2020, erreichte Popovici mit einer Zeit von 47,30 s über 100 m Freistil die bis dahin beste Zeit des Jahres 2021.
Bei den Olympischen Spielen in Tokio qualifizierte sich Popovici für die Finals im Freistilschwimmen über 100 m und 200 m. Mit einer Zeit von 48,04 s erreichte er Platz sieben über 100 m, während er über 200 m mit einer Zeit von 1:44,68 min Vierter wurde. 
2022 in Budapest wurde Popovici Weltmeister im Freistilschwimmen über 100 m (mit einer Zeit von 47,58 s) und über 200 m (mit einer Zeit von 1:43,21 min).
Bei den Schwimmeuropameisterschaften 2022 wurde Popovici mit einem neuen Weltrekord von 46,86 s Europameister über 100 m Freistil.
2024 wurde er bei den Olympischen Spielen in Paris Olympiasieger über 200 m Freistil und Dritter über 100 m Freistil.
Im Juli 2025 wurde Popovici in Singapur Weltmeister über 200 Meter Freistil.